# José María Bulnes Yanquetruz
Yanquetruz (1822 - 24 de octubre de 1858), llamado para diferenciarlo de los otros portadores de este apellido José María Bulnes Yanquetruz y en otros contextos Llanquitur, fue un cacique indígena de la parcialidad huilliche, de importante trayectoria en el período de 1852 a 1858.
Su padre era Cheuqueta, un cacique huilliche que había emigrado de Chile a la Argentina, presumiblemente con Calfucurá, a quien acompañó en sus primeras andanzas y en la masacre de Masallé. Su hermano menor fue el cacique mayor Benito Chingoleo, y su primo el cacique general Sayhueque. Se vinculó por parentesco con casi todas las familias de jefes del sur de la provincia de Buenos Aires. Antes de cumplir los treinta años de edad, se estableció en las orillas del río Negro, varias leguas aguas arriba de Carmen de Patagones, al frente de una pequeña parcialidad de lanceros. Era todavía uno de los varios capitanejos a órdenes de su padre, pero éste murió en torno al año 1852 y el hijo sucedió al padre.
Se hizo amigo del comandante de Carmen de Patagones, Francisco Fourmantin, e hizo que sus indios se dediquen a la agricultura y la ganadería. Después de la batalla de Caseros dirigió varios malones, y en 1855 venció a las fuerzas del comandante Otamendi en el combate de San Antonio de Iraola.
En 1857 fue reconocido como jefe de todos los indígenas del sur de Buenos Aires por un tratado que firmó en la ciudad de Buenos Aires; en esa ocasión tuvo el extraño privilegio de ser uno de los pasajeros del viaje inaugural del primer ferrocarril de la historia argentina, el 29 de agosto de 1857.
Pero poco más de un año más tarde se presentó en Bahía Blanca para la firma de un tratado de paz. La respuesta afirmativa lo llevó a festejar en una pulpería, donde el alcohol lo puso agresivo y lo incitó a discutir con un blanco, que ya estaba muy resentido contra estos indígenas por haber sido afectado por un malón. El 24 de octubre de 1858 murió de un tiro en la cabeza.